# Ribeira de Sassoeiros
A ribeira de Sassoeiros nasce no extremo sul da freguesia de Rio de Mouro, em Sintra, na localidade de Cabra Figa, discorrendo desde aí para sul. A maior parte do seu leito encontra-se em estado natural, com a exceção dos troços em Trajouce e na Abóboda e mais a meridião, entre Carcavelos e a Quinta de Santo António. Segundo a metodologia do INAG para múltiplos usos, esta ribeira encontra-se «Extremamente Poluída».